# Neozvenella modesta
Neozvenella modesta är en insektsart som beskrevs av Andrej Vasiljevitj Gorochov 2006. Neozvenella modesta ingår i släktet Neozvenella och familjen syrsor. Inga underarter finns listade i Catalogue of Life.